# 梁銘康
梁銘康，香港民主派人士，前香港黃大仙區議會樂富選區議員。

## 政治生涯

### 參選2019年區議會選舉
梁銘康參選2019年11月舉行的區議會選舉，選區為樂富選區，挑戰時任區議員創建力量陳偉坤，最終以3,451票獲勝。
| 政党   | 政党                      | 候选人    | 票数  | %     | ±      |
| ------ | ------------------------- | --------- | ----- | ----- | ------ |
|        | 民主派區選聯盟            | ①. 梁銘康 | 3,451 | 55.53 | 不適用 |
|        | 創建力量/東九龍居民委員會 | ②. 陳偉坤 | 2,764 | 44.47 | +23.84 |
| 多数票 | 多数票                    | 多数票    | 687   | 11.06 | 不適用 |

### 當選後
當選後，梁銘康即與其他民主派的當選區議員就香港理工大學衝突要求香港警察撤離香港理工大學，並容許各方進入香港理工大學範圍進行人道救援。梁銘康亦參與了時任香港立法會議員與十八區時任及候任區議員要求政府由公務員加薪議程中抽起警隊作獨立審議的聯署。

### 樂富襲擊事件
2020年5月8日，樂富「連儂牆」發生襲擊事件，梁銘康聯同黃大仙區議會另外兩名區議員劉珈汶和鄭文杰發聲明，強烈譴責施襲者行為及警方濫捕，形容事件是元朗襲擊事件的翻版。聲明指，該批人士手持𠝹刀等物品襲擊附近街坊，一直追打至富美街，事件中兩名街坊重傷倒地，另有多名街坊受傷，而首批警員到場時，施襲者仍然在現場，但即使在場街坊向警方指認施襲者，警方卻無意拘捕或盤問，最終絕大部份施襲者在警方增援前逃去。聲明指警方意圖放生施襲者，並將受襲人士以公眾地方打鬥罪名拘捕。三名區議員強烈譴責施襲者暴行及警方包庇施襲者，又指事件完全是元朗襲擊事件的翻版。聲明強調，警方到場時，在場街坊主動向警方提供資料，但後來竟由「主動協助調查」變成「涉嫌公眾地方打鬥」被捕。指警方此舉無疑是向市民發出極嚴重的錯誤信息：即使目睹任何犯罪過程都不要向警方提供資料，避免變成被告。

## 外部連結
- 梁銘康的Facebook專頁